# Shōkaku

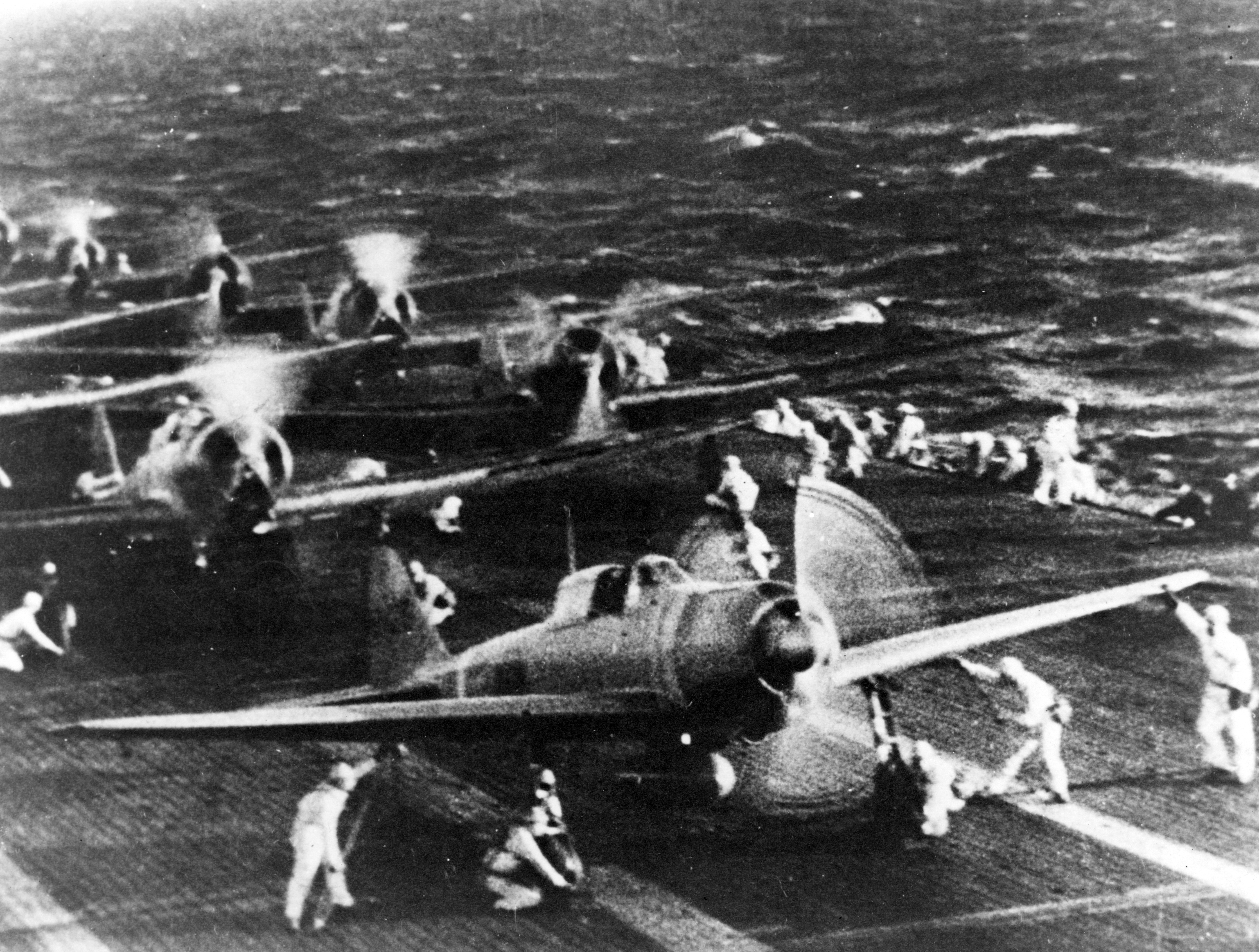
Japońskie myśliwce A6M Zero przygotowują się do startu z lotniskowca „Shōkaku” do ataku na Pearl Harbor, 7 grudnia 1941 roku

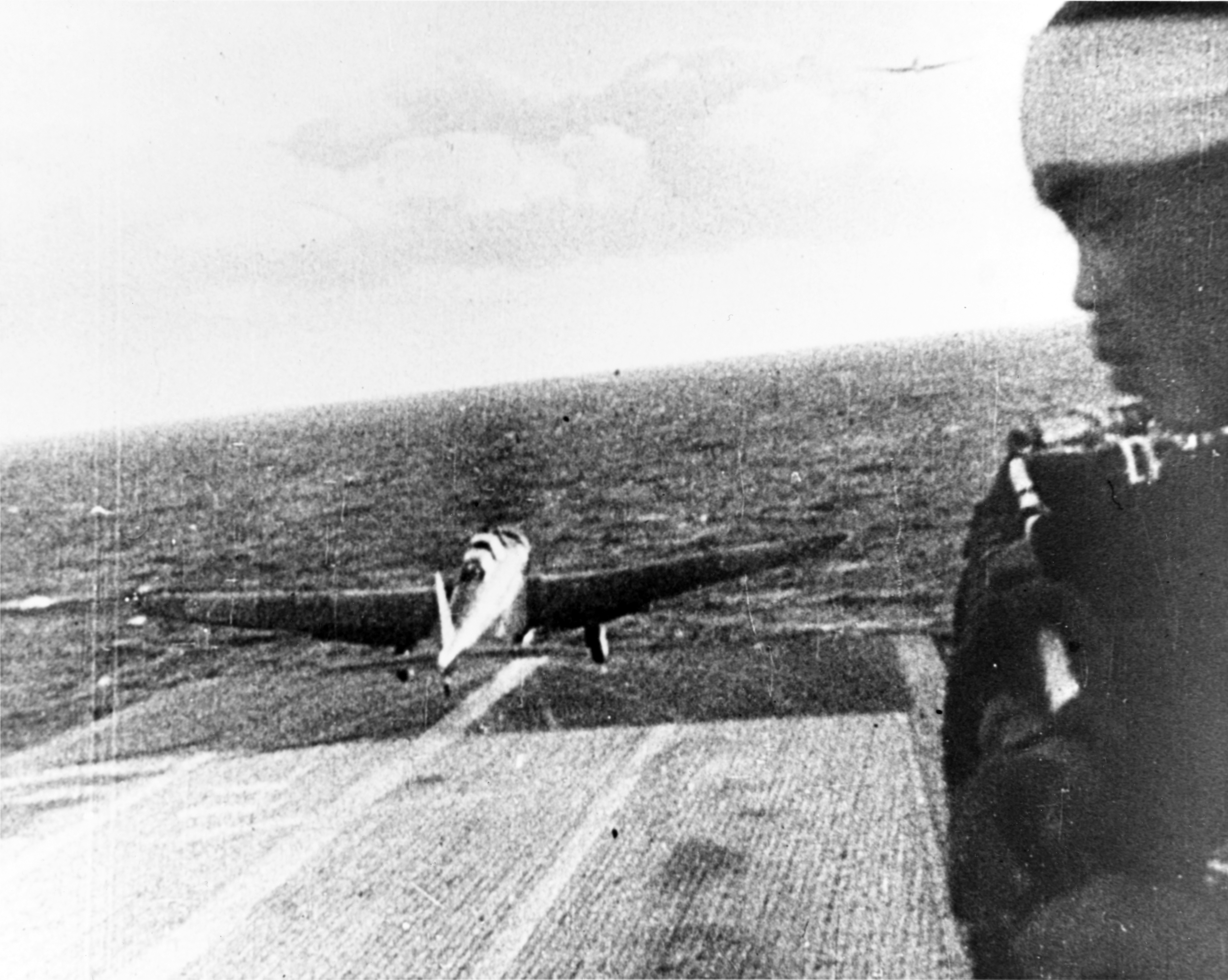
Japoński samolot torpedowy B5N Kate startuje z pokładu „Shōkaku” w dniu ataku na Pearl Harbor

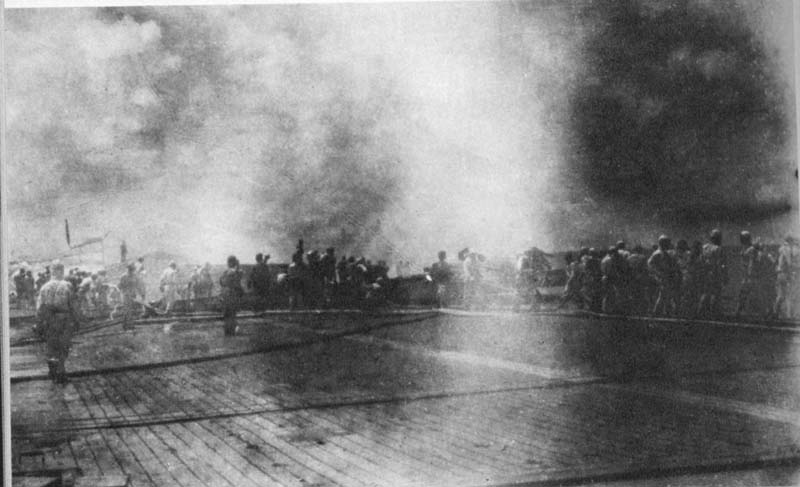
Załoga lotniskowca „Shōkaku” próbuje ugasić pożar powstały na pokładzie startowym od trafienia lotniskowca kilkoma bombami z amerykańskich bombowców podczas bitwy koło wysp Santa Cruz, 26 października 1942 roku

Shōkaku (jap. 翔鶴 pol. Lecący Żuraw)  – japoński lotniskowiec z okresu II wojny światowej, pierwszy okręt typu Shōkaku. Jego bliźniaczą jednostką był lotniskowiec „Zuikaku”.

## Historia
W związku z intensywnym rozwojem japońskich sił morskich w latach 30. Cesarska Marynarka Wojenna osiągnęła limit tonażu przewidziany w traktatach rozbrojeniowych już w 1934 roku, po wprowadzeniu do służby lotniskowców „Sōryū” i „Hiryū”. Nie był to jednak koniec planów japońskich strategów, dlatego 29 grudnia 1934 poinformowali oni Stany Zjednoczone i Wielką Brytanię, że nie zamierzają respektować traktatu waszyngtońskiego. W odpowiedzi, podczas odbywającej się w Londynie Konferencji Rozbrojeniowej 1935 roku oba te państwa nie wyraziły zgody na propozycję Japonii zmierzającej do wyrównania niekorzystnego dla niej układu sił. Nieustępliwe stanowisko obu morskich potęg doprowadziło ostatecznie do zerwania rokowań i wypowiedzenia przez Cesarstwo Japonii dotychczasowych traktatów rozbrojeniowych, wytyczając tym samym drogę do Trzeciego Morskiego Programu Uzupełnień Floty (jap. Maru San Keikaku). Przewidywał on budowę dodatkowych 70 jednostek różnych typów, w tym dwóch lotniskowców „Shōkaku” i „Zuikaku” (25 675 ts, 84 samoloty) powstających według projektu G 114. Rozpoczęcie montażu kadłubów w postaci położenia stępek nastąpiło odpowiednio w grudniu 1937 i maju 1938 roku. Były to pierwsze japońskie lotniskowce zaprojektowane bez ograniczeń narzucanych wspomnianym już traktatem waszyngtońskim. 

## Konstrukcja
Przy opracowywaniu założeń konstrukcyjnych dla nowego typu lotniskowca wykorzystano doświadczenia płynące z eksploatacji pozostających w użyciu „Sōryū” i „Hiryū”. Projekt wyglądem przypominał poprzedników wykorzystując sprawdzone rozwiązania konstrukcyjne. Początkowe założenia zakładały osiągnięcie następujących parametrów: wyporność 24 500 ts, prędkość maksymalną 37 węzłów, zasięg przy prędkości ekonomicznej 18 węzłów – 9780 Mm, uzbrojenie główne składające się z 16 armat uniwersalnych kal. 127 mm oraz 96 samolotów. Później, w toku prac projektowych w Instytucie Badań Technicznych Marynarki, liczbę samolotów pokładowych zmniejszono do 72 bojowych i 12 rezerwowych. Wynikało to ze słusznego przekonania, że przyszłe bazujące na lotniskowcu samoloty będą miały większe wymiary i masę. Zmniejszono także wymagania odnośnie do prędkości maksymalnej, która ostatecznie wynosiła 34 węzły. Ponadto zwrócono również uwagę na dopracowanie hydrodynamiczne kadłuba – kadłub „Shōkaku” wyposażono w gruszkę dziobową Taylora zmniejszającą opór falowy kadłuba podczas marszu z dużą prędkością. Wsporniki śrub napędowych ukształtowano tak, by stawiały możliwie mały opór; w tym samym celu przesunięto ku tyłowi stępki przeciwprzechyłowe. Okręt wyposażono w dwa stery rufowe, jednak w odróżnieniu od powszechnie stosowanego układu równoległego zainstalowano je w układzie jeden za drugim – osie sterów oddalono od siebie o 13,5 metra. 

### Opancerzenie
Miało ono chronić najważniejsze elementy konstrukcji, a więc: siłownię okrętową, zbiorniki benzyny lotniczej oraz magazyny amunicji, które umieszczono we wnętrzu pancernej cytadeli. Rozciągała się ona na długości ⅔ okrętu, z zewnątrz chroniona dodatkowo przez zbiorniki wody oraz paliwa okrętowego. Dalej przebiegał pancerz ze stali pancernej NVNC o grubości 105 mm za którym umieszczone były kolejne zbiorniki z wodą. Cytadelę zamykał od góry pancerz wykonany z tego samego rodzaju stali o grubości 84 mm. Pokłady okrętu znajdujące się ponad cytadelą chronione były przez płyty o grubości 16 mm typu Duocol Steel, z wyjątkiem pomieszczeń znajdujących się bezpośrednio nad silnikami głównymi, zbiornikami paliwa lotniczego oraz magazynów bomb i torped, gdzie grubość ta osiągała 19 mm. Ogólna masa opancerzenia sięgała 2993 ton.

### Hangary
Na lotniskowcach typu Shōkaku znajdowały się dwa pokłady hangarowe, każdy podzielony na trzy hangary zdolne pomieścić łącznie 84 samoloty. Bezpośrednio pod nimi znajdowały się magazyny uzbrojenia lotniczego, skąd za pośrednictwem podnośników dostarczano bomby, torpedy oraz amunicję. Na pokładach hangarowych, a także na pokładzie głównym przy nadbudówce zainstalowane były dystrybutory paliwa lotniczego dostarczanego z najniżej położonej części okrętu. Uzbrajanie i obsługa samolotów zarówno przed startem jak i po wylądowaniu odbywała się w hangarach.
Transport samolotów pomiędzy pokładem startowym a hangarami odbywał się za pomocą trzech ramp. Wszystkie pokłady hangarowe były wentylowane – system wentylacyjny stworzony pierwotnie dla „Shōkaku” był w stanie wymienić powietrze w ciągu 10 minut. Po bitwie pod Midway podczas której stracono główne lotniskowce Cesarskiej Marynarki między innymi z powodu wtórnych eksplozji oparów paliwa lotniczego i spowodowanych tym pożarów, dokonano jego modernizacji oraz oddzielono hangary od zbiorników paliwa dodatkowym betonowym pasem.

### Nadbudówka
Pierwotnie planowano dla „Shōkaku” nadbudówkę podobną do tych znajdujących się na Hiryū i Akagi, a więc umieszczoną na bakburcie okrętu. Okazało się jednak, że taki układ konstrukcyjny powoduje wiele kłopotów na jakie skarżyli się piloci przy podchodzeniu do lądowania. Konstruktorzy okrętu zdecydowali się przeprowadzić szereg testów w tunelach aerodynamicznych Instytutu Badawczego w Kisumigaura. Wyniki tych wszechstronnych badań potwierdziły powstawanie silnych zawirowań powietrza na ścieżce podejścia, co pociągnęło za sobą przeprojektowanie nadbudówki i przeniesienie jej na sterburtę okrętu przed wyloty kominów głównych. Wewnątrz umieszczono cztery pokłady – idąc od poziomu pokładu startowego były to:
- pokład I z kwaterą kapitańską, pokojem operacyjnym oraz składem map.
- pokład II zawierający sterówkę, pomieszczenie nawigacyjne wraz z pokojem nawigatora i pomieszczenie radiokabiny.
- pokład III mieszczący mostek kapitański, pomieszczenie pilotów dyżurnych, pomieszczenie nawigacyjne z tablicami kursowymi i pomieszczenia operacyjne. Dodatkowo, w rufowej odkrytej części tego pokładu znajdowały się stanowiska obserwacyjne wyposażone w lornety.
- pokład IV gdzie mieściła się centrala kierowania ogniem przeciwlotniczym typu 94 (później zdemontowana i wymieniona na radar typ 21), stanowiska obserwacyjne, reflektory sygnałowe, dalmierz optyczny oraz maszty i anteny radiowe.

### Pokład startowy
„Shōkaku” i „Zuikaku” wyposażono w pojedynczy nieopancerzony pokład w układzie prostym (czyli umieszczony w osi okrętu). Miał on długość całkowitą 242,20 m oraz szerokość na śródokręciu 29 m – zwężając się ku dziobowi do 18 m i w kierunku rufy do 26 m. Jego pokrycie stanowiły klepki z drewna tekowego położonego na nieopancerzonej płycie stalowej. Wyjątkiem były tu powierzchnie podnośników lotniczych oraz fragment znajdujący się w bezpośredniej bliskości kominów. Jego konstrukcja opierała się na 9 segmentach połączonych ze sobą za pomocą łączeń kompensacyjnych. Z tego też względu okrętu nie wyposażono w katapulty parowe. Na jego powierzchni zlokalizowane były trzy podnośniki lotnicze:
- dziobowy o wymiarach 13 x 16 metrów mieszczący się w osi symetrii okrętu na wysokości nadbudówki lotniskowca.
- środkowy o wymiarach 13 x 13 metrów umiejscowiony za kominami głównymi.
- rufowy podnośnik o wymiarach 13 x 13 metrów przesunięty o 0,5 metra w kierunku sterburty. Ich napęd stanowiły silniki elektryczne umożliwiające podnoszenie z maksymalną prędkością 5 m/s

### Siłownia
Okręt wyposażony był w napęd turbinowy składający się z czterech turbin KanPon konstrukcji Kansei Honbu (departamentu Technicznego Marynarki) wraz z przekładniami redukcyjnymi. Ich łączna moc nominalna wynosiła 160 000 KM (120 000 kW), jednak podczas prób odbiorczych udało się uzyskać 161 280 KM. Do zasilania turbin w parę służyło 8 kotłów parowych opalanych mazutem, konstrukcyjnie zbliżonych do kotłów typu Yarrow. Umieszczono je w przedniej części okrętu, każdy w osobnym przedziale wodoszczelnym. W celu większej ochrony zostały dodatkowo podzielone grodzią na prawo- i lewoburtowe. Generowały one parę przegrzaną, której temperatura osiągała 350°C pod ciśnieniem dochodzącym do 30 Kg/m²

## Służba
Okręt zbudowany został w stoczni w Yokosuce. Ukończony w sierpniu 1941 roku. Uczestniczył we wczesnych ofensywach japońskich podczas II wojny światowej, poczynając od ataku na Pearl Harbor, rajdu na Oceanie Indyjskim oraz bitwie na Morzu Koralowym. Podczas tej ostatniej, 8 maja 1942 roku, został uszkodzony przez bombowce nurkujące z amerykańskiego lotniskowca USS „Yorktown”. W drodze powrotnej udało mu się uniknąć zastawionej na niego przez amerykańskie okręty podwodne pułapki w pobliżu Truk, a po naprawie w Japonii, powrócił do działań wojennych. W sierpniu 1942 roku brał udział w bitwie koło wschodnich Wysp Salomona oraz październikowej bitwie u wysp Santa Cruz, gdzie został ponownie poważnie uszkodzony. W latach 1943–1944 kontynuował walki jako jeden z najważniejszych lotniskowców floty japońskiej. „Shōkaku” został zatopiony 19 czerwca 1944 roku przez amerykański okręt podwodny USS „Cavalla”, w czasie bitwy na Morzu Filipińskim.
Uzbrojenie podlegało zmianie w czasie trwania działań wojennych i polegało na zwiększaniu liczby działek przeciwlotniczych.
- W 1942 roku:
  - 16x127 mm (8x2)
  - 42x25 mm (14x3)

- W 1944 roku:
  - 16x127 mm (8x2)
  - 96x25 mm
  - 12x305 mm niekierowane pociski rakietowe

## Nawiązania w kulturze
- W powieści Człowiek z Wysokiego Zamku Philipa K. Dicka przedstawiającej historię alternatywną po II wojnie światowej okręt ma stacjonować w porcie San Francisco w okupowanych Stanach Zjednoczonych. Ostatecznie jednak okazuje się, że i w tej linii czasowej zostaje również zatopiony przez amerykańską łódź podwodną.